# Вест-Дір Тауншип (Пенсільванія)
Вест-Дір Тауншип (англ. West Deer Township) — селище (англ. township) в США, в окрузі Аллегені штату Пенсільванія. Населення — 12 262 особи (2020).

## Демографія
Згідно з переписом 2010 року, у селищі мешкала 11 771 особа в 4783 домогосподарствах у складі 3379 родин. Було 5111 помешкання
Расовий склад населення:
| - 98,3 % — білих - 0,5 % — чорних або афроамериканців - 0,4 % — азіатів - 0,1 % — корінних американців |

До двох чи більше рас належало 0,5 %. Частка іспаномовних становила 0,8 % від усіх жителів.
За віковим діапазоном населення розподілялося таким чином: 21,0 % — особи молодші 18 років, 61,1 % — особи у віці 18—64 років, 17,9 % — особи у віці 65 років та старші. Медіана віку мешканця становила 44,7 року. На 100 осіб жіночої статі у селищі припадало 97,3 чоловіків;  на 100 жінок у віці від 18 років та старших — 94,6 чоловіків також старших 18 років.
Середній дохід на одне домашнє господарство  становив 73 048 доларів США (медіана — 59 784), а середній дохід на одну сім'ю — 84 663 долари (медіана — 78 505). Медіана доходів становила 51 336 доларів для чоловіків та 37 378 доларів для жінок. За межею бідності перебувало 5,3 % осіб, у тому числі 7,7 % дітей у віці до 18 років та 4,2 % осіб у віці 65 років та старших.
Цивільне працевлаштоване населення становило 6195 осіб. Основні галузі зайнятості: освіта, охорона здоров'я та соціальна допомога — 22,6 %, виробництво — 16,1 %, роздрібна торгівля — 10,6 %, будівництво — 8,8 %.